# کلمبوس توبی
کلمبوس توبی (انگلیسی: Columbus) شرکت تولید صنعتی ایتالیایی است، که در سال ۱۹۱۹ تأسیس شد.